# داني نونكيو

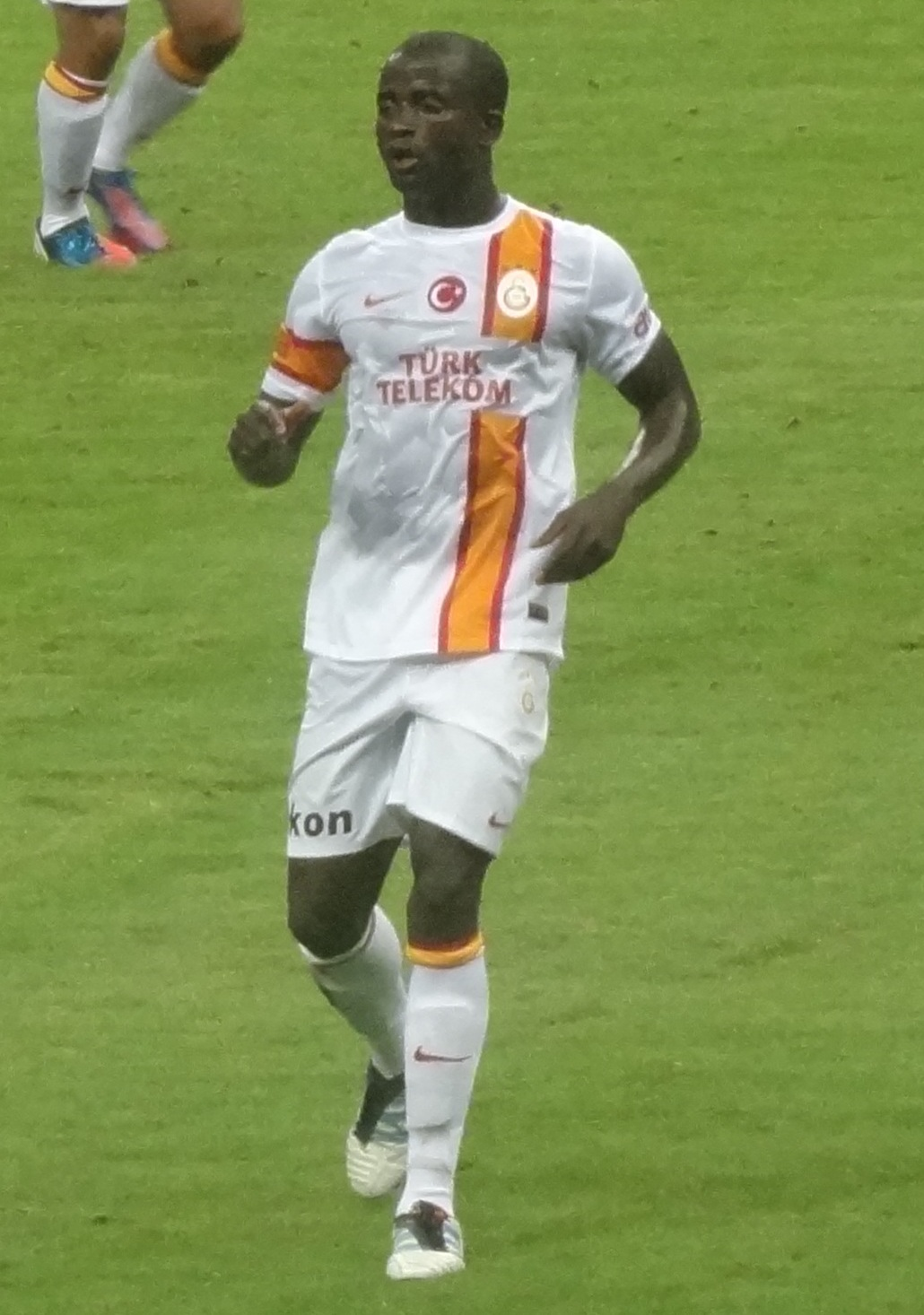
داني نونكيو

داني نونكيو (بالفرنسية: Dany Nounkeu)‏ (مواليد 11 أبريل 1986 في ياوندي - الكاميرون) لاعب كرة قدم كاميروني يلعب حاليا لصالح نادي الدرجة الأولى تولوز الفرنسي منذ 2009 في مركز قلب الدفاع .

## روابط خارجية
- داني نونكيو على موقع الاتحاد الدولي (مؤرشف)  (الإنجليزية)
- داني نونكيو على موقع الاتحاد الأوربي (الإنجليزية)
- داني نونكيو على موقع اتحاد تركيا (لاعب) (الإنجليزية)
- داني نونكيو على موقع قاعدة بيانات كرة القدم.إي يو (الإنجليزية)
- داني نونكيو على موقع ناشيونال فوتبول تيمز (الإنجليزية)
- داني نونكيو على موقع Soccerway.com (الإنجليزية)
- داني نونكيو على موقع عالم كرة القدم.نت (الإنجليزية)
- داني نونكيو على موقع كووورة
- داني نونكيو على موقع AS.com (الإسبانية)